# 布海敏
布海敏（1981年11月29日—2025年7月10日），另译布海·敏，外号“搞笑华人”，法国喜剧演员。

## 生平
布海敏于1981年11月29日出生在法国洛尔蒙，母亲是柬埔寨人，父亲是华人。1977年，他的父母逃离红色高棉政权后搬到了波尔多郊区。青少年时期，他开始在波尔多的各家咖啡馆创作小品和表演单口喜剧，同时在参加即兴表演课程学习。
搬到巴黎后，他开启了演艺生涯，出演2011年的电影《火上浇油》与2012年的电影《王牌大主厨》。他持续表演单口喜剧，并最终于2014年出现在《贾迈勒喜剧俱乐部》节目中。他于2016年和2017年参加了蒙特勒喜剧节，并出演了艾瑞克·裘德执导的电影《难题》。
2023年，他参演了电影《高卢英雄：中国大战罗马帝国》。
2025年7月10日，43岁的布海敏从巴黎十七区的一栋八层建筑坠落身亡。当时他正试图捡起掉进阳台排水沟里的手机。